# Håndboldligaen 2016/17
Die Håndboldligaen 2016/17 (offiziell: 888ligaen) war die 81. Spielzeit der höchsten Liga im dänischen Herrenhandball.

## Reguläre Saison
| Pl. | Verein                    | Sp. | S  | U | N  | Tore      | Diff. | Punkte  |
| --- | ------------------------- | --- | -- | - | -- | --------- | ----- | ------- |
| 1.  | Aalborg Håndbold          | 26  | 20 | 1 | 5  | 0727:6300 | +97   | 041:110 |
| 2.  | Bjerringbro-Silkeborg (M) | 26  | 19 | 0 | 7  | 0731:6890 | +42   | 038:140 |
| 3.  | Team Tvis Holstebro       | 26  | 18 | 1 | 7  | 0751:6920 | +59   | 037:150 |
| 4.  | Skjern Håndbold           | 26  | 16 | 2 | 8  | 0773:6890 | +84   | 034:180 |
| 5.  | GOG Håndbold              | 26  | 16 | 0 | 10 | 0755:7150 | +40   | 032:200 |
| 6.  | Mors-Thy Håndbold         | 26  | 12 | 3 | 11 | 0659:6720 | −13   | 027:250 |
| 7.  | Ribe-Esbjerg HH           | 26  | 13 | 1 | 12 | 0676:6740 | +2    | 027:250 |
| 8.  | KIF Kolding-Kopenhagen    | 26  | 12 | 2 | 12 | 0675:6660 | +9    | 026:260 |
| 9.  | Århus Håndbold            | 26  | 10 | 3 | 13 | 0708:7220 | −14   | 023:290 |
| 10. | Sønderjysk Elitesport     | 26  | 8  | 5 | 13 | 0662:7010 | −39   | 021:310 |
| 11. | HC Midtjylland            | 26  | 9  | 2 | 15 | 0663:7030 | −40   | 020:320 |
| 12. | Skanderborg Håndbold      | 26  | 6  | 4 | 16 | 0673:7150 | −42   | 016:360 |
| 13. | TM Tønder Håndbold (N)    | 26  | 5  | 3 | 18 | 0629:7040 | −75   | 013:390 |
| 14. | Randers HH (N)            | 26  | 4  | 1 | 21 | 0623:7330 | −110  | 09:430  |

| Legende |                                      |
|         | Teilnahme an der Meisterschaftsrunde |
|         | Teilnahme an der Abstiegsrunde       |
|         | Direkter Abstieg                     |
| (M)     | Vorjahresmeister                     |
| (N)     | Aufsteiger aus der 1. Division       |

## Meisterschaftsrunde
Die Mannschaften auf den ersten acht Plätzen wurden in zwei Gruppen eingeteilt. Die Mannschaften auf Platz eins bis vier bekamen hierbei Zusatzpunkte zugesprochen (zwei Punkte für Platz eins und zwei, je einen für Platz drei und vier), die sie in die Runde mitnehmen dürfen. Die Erst- und Zweitplatzierten dieser beiden Gruppen spielten im Halbfinale über Kreuz gegeneinander.
Bei Punktgleichheit ist nicht der direkte Vergleich oder das Torverhältnis ausschlaggebend, sondern die Platzierung in der Hauptrunde.

### Gruppe A
|    | Verein                | Sp | G | U | V | Tore    | Diff. | Punkte |
| -- | --------------------- | -- | - | - | - | ------- | ----- | ------ |
| 1. | Aalborg Håndbold      | 6  | 3 | 1 | 2 | 167:162 | ±05   | 9      |
| 2. | Skjern Håndbold       | 6  | 4 | 0 | 2 | 161:155 | +06   | 9      |
| 3. | GOG Håndbold          | 6  | 4 | 1 | 1 | 175:150 | +025  | 9      |
| 4. | KIF Kolding København | 6  | 0 | 0 | 6 | 141:177 | −36   | 0      |

### Gruppe B
|    | Verein                | Sp | G | U | V | Tore    | Diff. | Punkte |
| -- | --------------------- | -- | - | - | - | ------- | ----- | ------ |
| 1. | Ribe-Esbjerg HH       | 6  | 4 | 1 | 1 | 152:143 | +09   | 9      |
| 2. | Bjerringbro-Silkeborg | 6  | 3 | 0 | 3 | 155:154 | +01   | 8      |
| 3. | Team Tvis Holstebro   | 6  | 3 | 1 | 2 | 165:153 | +12   | 8      |
| 4. | Mors-Thy Håndbold     | 6  | 1 | 0 | 5 | 141:163 | −23   | 2      |

| Legende |                         |
|         | Teilnahme am Halbfinale |

### Halbfinale
Es werden im Halbfinale, Spiel um Platz 3 sowie im Finale zunächst zwei Spiele absolviert. Besteht nach dem 2. Spieltag Punktgleichheit, wird ein entscheidendes drittes Spiel ausgetragen.
| Spiel                                    | Punktzahl | Sp. 1 | Sp. 2 | Sp. 3 |
| ---------------------------------------- | --------- | ----- | ----- | ----- |
| Aalborg Håndbold – Bjerringbro-Silkeborg | 4:2       | 28:26 | 27:29 | 31:23 |
| Ribe-Esbjerg HH – Skjern Håndbold        | 0:4       | 24:26 | 26:31 | -     |

### Spiele um den dritten Platz
| Spiel                                   | Punktzahl | Sp. 1 | Sp. 2 | Sp. 3 |
| --------------------------------------- | --------- | ----- | ----- | ----- |
| Bjerringbro-Silkeborg – Ribe-Esbjerg HH | 4:0       | 30:29 | 32:26 | -     |

### Endspiele
| Spiel                              | Punktzahl | Sp. 1 | Sp. 2 | Sp. 3 |
| ---------------------------------- | --------- | ----- | ----- | ----- |
| Aalborg Håndbold – Skjern Håndbold | 3:1       | 26:26 | 32:25 | -     |

## Abstiegsrunde
Der Zwölft- und Dreizehntplatzierte der Håndboldligaen nahmen an den Qualifikationsspielen teil und trafen dort in Hin- und Rückspielen auf den Zweit- bzw. Drittplatzierten der 1. Division 2016/17.
Es werden zunächst zwei Spiele absolviert. Besteht nach dem 2. Spieltag Punktgleichheit, wird ein entscheidendes drittes Spiel ausgetragen.
| Spiel                               | Punktzahl | Sp. 1 | Sp. 2 | Sp. 3 |
| ----------------------------------- | --------- | ----- | ----- | ----- |
| TM Tønder Håndbold – Skive fH       | 4:2       | 32:35 | 22:20 | 29:24 |
| Skanderborg Håndbold – TMS Ringsted | 4:0       | 32:28 | 28:23 | -     |